# Îles Caïmans aux Jeux olympiques d'été de 2004
Les îles Caïmans participe aux Jeux olympiques d'été de 2004 à Athènes. Il s'agit de leur 7e participation à des Jeux d'été.
La délégation, composée de 5 athlètes, termine sans médaille.

## Liste des médaillés
Aucun.